# Heribert d'Auxerre
Heribert d'Auxerre. († a Toucy el 23 d'agost de 996 o després) va ser comte i bisbe d'Auxerre de gener de 971 a la seva mort.

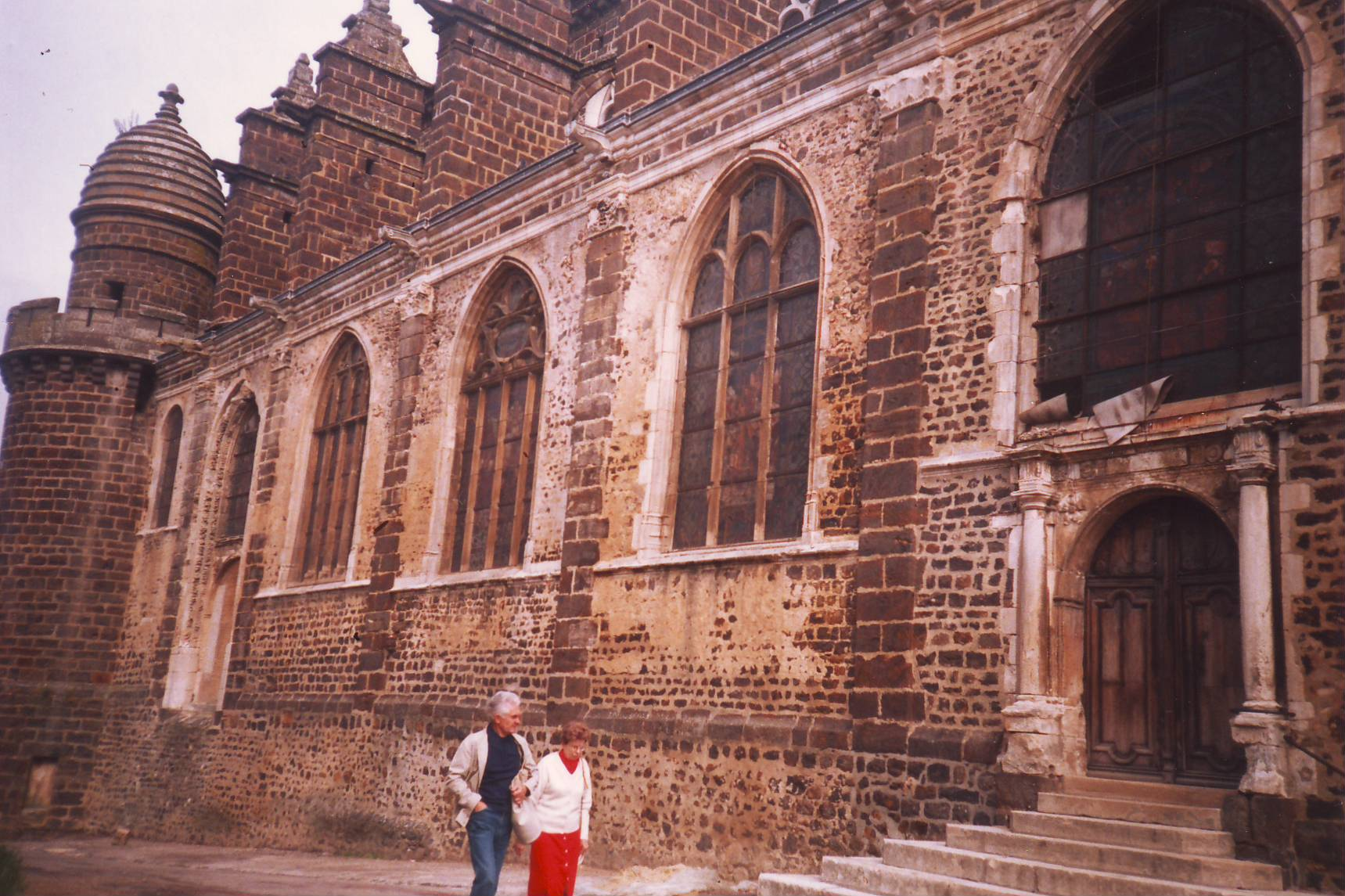
Església fortificada de Toucy

Fill il·legítim d'Hug el Gran i de la seva concubina Raingarda, Heribert apreciava l'obra reformadora d'Heldric, abat de Saint-Germain d'Auxerre, i li va fer do d'onze esglésies de la seu diòcesi.
El 977, va organitzar l'entronització del nou arquebisbe de Sens, Sevin, que el seu oncle Raigenard havia exiliat. El 983, Heribert va ser convidat a participar en la benedicció de la nova església de Sens; va assistir igualment als concilis d'Orleans i de Saint-Basle-de-Verzy el 992, prop de Reims en el qual l'arquebisbe de Reims Arnoul, va ser deposat.
Va fer edificar les esglésies fortificades de Saint-Fargeau i de Toucy. És en aquest últim castell que es va posar malalt i va morir. La seva despulla va ser inhumada a Notre-Dame d'Auxerre, avui destruïda. La seva successió és confusa, però sembla que comtat hauria passat al seu germanastre Eudes Enric o Odó Enric (Enric I de Borgonya) que havia estat o era comte de Nevers i duc de Borgonya.